# Laguna Seca Puerto Aéreo
Laguna Seca Puerto Aéreo (Código AFAC: LGS) es un aeródromo privado de uso público ubicado en el municipio de Acatlán de Juárez, al suroeste del poblado de San José de los Pozos. Cuenta con una pista de aterrizaje de 1,806 metros de largo y 30 metros de ancho (lo cual considera al Learjet 60 como su aeronave crítica de diseño), calle de rodaje perpendicular a la pista, hangar de 900 metros cuadrados, servicio de extinción de incencios y oficinas. La frecuencia de radio del aeropuerto es 130.00 MHz, opera únicamente bajo VFR y en el futuro se considera una ampliación de la longitud de pista a 2,200 metros.